# Bangbayang (Bantarkawung)
Bangbayang is een bestuurslaag in het regentschap Brebes van de provincie Midden-Java, Indonesië. Bangbayang telt 6597 inwoners (volkstelling 2010).